# Ост, Изабелль
Изабелль Ост (нем. Isabell Ost; род. 21 октября 1988 года, Восточный Берлин, ГДР) — немецкая конькобежка. Бронзовый призёр чемпионата мира 2011 в командной гонке, участница Зимних Олимпийских игр 2010 года, 13-кратная призёр чемпионата Германии.

## Биография
Изабелль Ост родилась в ГДР, ровно за 2 года до сноса берлинской стены и объединения Германии. Начала кататься на коньках в возрасте 5 лет. Заниматься конькобежным спортом начала в 2003 году в Берлине. Выступала за клуб "SC Berlin". Начинала под руководством Андре Хофмана, а позже перешла к Томасу Шуберту. В 2004 году впервые попала на подиум, заняв 3-е место на чемпионате Германии среди юниоров в многоборье, а в 2006 и 2008 годах выиграла "золото" в командной гонке.
В сезоне 2008/2009 стала серебряным призёром чемпионата Германии среди взрослых, дебютировала в Кубке мира и на чемпионате мира в классическом многоборье в Хамаре, где заняла 22-е место. В январе 2010 года дебютировала на чемпионате Европы в Хамаре и стала 18-й в многоборье, а в феврале на зимних Олимпийских играх в Ванкувере участвовала на дистанции 1500 метров и заняла 22-е место. 
В сезоне 2010/11 на чемпионате Германии в Эрфурте поднялась на 2-е место в забеге на 1500 м и на 3-е на 3000 м. В ноябре 2010 на этапе Кубка мира в Берлине Ост с партнёршами одержала победу в командной гонке. В 2011 году на чемпионате мира в классическом многоборье в Калгари заняла 18-е место, а на чемпионате мира в Инцелле заняла 3-е место в командной гонке, вместе со Штефани Беккерт и Клаудией Пехштайн.
В 2012 году заняла 10-е место на чемпионате Европы в многоборье и 22-е место на чемпионате мира в классическом многоборье в Москве. В марте на 
чемпионате мира на отдельных дистанциях в Херенвене заняла лучшее 5-е место в командной гонке. В ноябре 2013 года на Кубке мира в Херенвене выиграла "золото" в командной гонке.
В декабре 2014 года на Кубке мира в Херенвене Ост вместе с Пехштайн и Бенте Краус заняла 2-е место в командной гонке. В январе 2015 года она стала 2-й в многоборье на чемпионате Германии, следом на чемпионате Европы в Челябинске заняла 9-е место в сумме многоборья. В феврале на чемпионате мира на отдельных дистанциях в Херенвене заняла 7-е место в командной гонке. 
В сезоне 2015/16 участвовала только в национальном чемпионате, а в сезоне 2016/17 с партнёршами заняла 2-е место в командной гонке на Кубке мира в Херенвене и заняла 2-е место в забеге на 1000 м на чемпионате Германии. В своём последнем сезоне 2017/18 Ост не смогла себя ничем проявить и в октябре 2018 года 30-летняя спортсменка объявила о завершении карьеры.

## Личная жизнь
Изабелль Ост любит готовить, выпечку, времяпрепровождение с друзьями и танцевать.